# Шабат Борис Володимирович
Боріс Владимирович Шабат (9 липня 1917, Москва — 23 липня 1987, Ворогове, Красноярський край) — радянський математик, доктор фізико-математичних наук (1961), професор (1963).

## Біографія
Народився в Москві в родині Володимира Абрамовича Шабата та Єфросинії Миколаївни Соловйової. У 1935 році вступив на механіко-математичний факультет Московського університету. У 1940 році закінчив Московський державний університет, був учнем М. О. Лаврентьєва.
Учасник Німецько-радянської війни. Ще до війни став інвалідом, втративши праву ступню, і призову не підлягав, але обдурив військкомів і пішов воювати добровольцем. Воював у складі 8-ї дивізії народного ополчення під Вязьмою та Можайськом, демобілізований наприкінці жовтня 1941 року.
У 1944—1957 роках працював у Московському енергетичному інституті, з 1952 року працював у видавництві «Мир», з 1957 року — також у Московському державному університеті.
Автор праць з теорії функцій комплексного змінного та її застосувань. Серед його друкованих праць монографія «Розподіл значень голоморфних відображень», «Методи теорії функцій комплексної змінної» (спільно з М. А. Лаврентьевим) та навчальні посібники «вступ до комплексного аналізу», «Функції комплексної змінної та деякі їх застосування» (спільно з Б. А. Фуксом)
Похований на Ваганьковському цвинтарі.

## Сім'я
- Перша дружина — Олена Олександрівна Макарова (1917—1995), старший науковий співробітник Державного астрономічного інституту імені П. К. Штернберга[6].
  - Син — Олексій Борисович Шабат[ru] (1937—2020), математик, доктор фізико-математичних наук, спеціаліст в галузі теорії інтегрованих систем[7]
- Друга дружина — Маріанна Цезарівна Шабат (уроджена Рисс, 1922—2009), лінгвістка, лексикографиня, дочка правознавця та економіста Цезаря Георгійовича Риса.
  - Дочка — Олена Борисівна Шабат (1947—2004), математикиня.
  - Син — Георгій Борисович Шабат (нар. 1952), математик, доктор фізико-математичних наук, спеціаліст в галузі алгебраїчної геометрії[8].